# Scammon Bay
Scammon Bay es una ciudad ubicada en el Área censal de Wade Hampton en el estado estadounidense de Alaska. En el Censo de 2010 tenía una población de 474 habitantes y una densidad poblacional de 293,29 personas por km².

## Geografía
Scammon Bay se encuentra en las coordenadas 61°50′34″N 165°35′00″O / 61.84278, -165.58333. Según la Oficina del Censo de los Estados Unidos, Scammon Bay tiene una superficie total de 1.62 km², de la cual 1.62 km² corresponden a tierra firme y (0%) 0 km² es agua.

## Demografía
Según el censo de 2010, había 474 personas residiendo en Scammon Bay. La densidad de población era de 293,29 hab./km². De los 474 habitantes, Scammon Bay estaba compuesto por el 0.42% blancos, el 0% eran afroamericanos, el 99.37% eran amerindios, el 0% eran asiáticos, el 0% eran isleños del Pacífico, el 0% eran de otras razas y el 0.21% pertenecían a dos o más razas. Del total de la población el 0% eran hispanos o latinos de cualquier raza.